# Acronicta johanna
Acronicta johanna är en fjärilsart som beskrevs av Karl Schawerda 1940. Acronicta johanna ingår i släktet Acronicta och familjen nattflyn. Inga underarter finns listade i Catalogue of Life.